# Blai Padró i Obiols
Blai Padró i Obiols (Manresa, Bages, 13 de febrer de 1873 - 6 de novembre de 1934) fou un intel·lectual i humanista catòlic.
Fou un pedagog del folklore català, sobretot pel que fa a les cançons populars. Col·laborà amb l'Orfeó Manresà, entitat de la qual fou el president entre els anys 1910 i 1911. Fou fundador dels Amics del Cant Gregorià i contribuí a restaurar a Manresa la Festa de Sant Jordi.

## Biografia
Fill de Francesca Obiols Rosal i Anton Padró Cornet, que feia llançadores. De jove va sentir vocació sacerdotal i als 12 anys va cursar estudis als seminaris de Vic i posteriorment a Barcelona. Però no sentint prou ferma la seva vocació, va tornar a residir a Manresa, on estudià Càlcul Mercantil i Comptabilitat.
L'any 1899 es casà amb Concepció Gonzàlez Malrich i tingueren nou fills. En segones núpcies es casà amb Concepció Roset Rubinat, l'any 1922 i tingueren tres fills.
Quant a la seva vida professional, l'any 1904, als 31 anys, ingressà a la Caixa d'Estalvis de Manresa com auxiliar, on el seu sogre Juan González Pérez ocupava el càrrec d'administrador-cap d'oficina. Després exercí el càrrec d'administrador de la societat "Gas de Manresa" fins al 1911.
El febrer de 1911 embarcà cap Amèrica per fer de mestre. Un any després va tornar per treballar a la Companyia Anònima Manresana d'Electricitat. El 1919 exercí el càrrec d'administrador de la Caixa d'Estalvis de Manresa.

## Centre Excursionista de la Comarca de Bages
El 1926 succeí al doctor Oleguer Miró i Borràs en la direcció del butlletí del Centre Excursionista de la Comarca de Bages. D'aquesta entitat excursionista també en fou secretari, vicepresident del Consell Directiu i membre del Consell Superior.

## Obra
El 1932 publicà a Manresa el llibre Gramàtica elemental de la Llengua Llatina que tenia el mèrit de ser, modernament, la primera gramàtica llatina escrita en català. De jove va escriure diverses poesies que anomenà Fruits Primerencs.
Disperses en el butlletí del Centre Excursionista de la Comarca de Bages s'hi troben un bon nombre de cançons populars catalanes recollides a la comarca, les quals en Blai Padró anava publicant de tant en tant, amb el desig, deia ell "que el Centre contribueixi a la renaixença musical de Catalunya, ja que en la música popular i no en cap d'altre, els autors poden extreure'n les essències millors per les seves creacions personals".

## Vegeu
- Josep Padró i Sala